# William Humphrey (graveur)
Pour les articles homonymes, voir William Humphrey et Humphrey.
William Humphrey, né en 1740 et mort en 1810, est un graveur, éditeur et marchand d'estampe britannique.

## Biographie
Né vers 1740, William Humphrey devient graveur rapidement.
Il obtient en 1765 un prix de la part de la Royal Society of Arts pour une gravure en manière noire d'un autoportrait de Rembrandt,.
Plus tard, Humphrey se consacre à la vente d'estampes. Il voyage aux Pays-Bas entre autres et collectionne surtout des portraits anglais. Il devient l'agent en chef de la plus grande collection privée de portraits de l'époque. En 1785, Francesco Bartolozzi grave pour lui ses cartes de visite. En 1788, il emmène Charles Howard Hodges à Amsterdam, où ce dernier s'installe; Humphrey devient d'ailleurs son agent sur place et Hodges fera son portrait gravé.
Vers 1779, Hannah Humphrey (1745-1818), sa sœur, ouvre une boutique de marchande d'estampes à Londres, proposant surtout des portraits de personnalités et des caricatures issues de dessins de presse. En 1791, elle signe un contrat d'exclusive avec James Gillray et celui-ci devient son compagnon durant vingt ans.
Sans doute aidée par sa sœur, Humphrey meurt vers 1810, très endetté.

## Œuvre

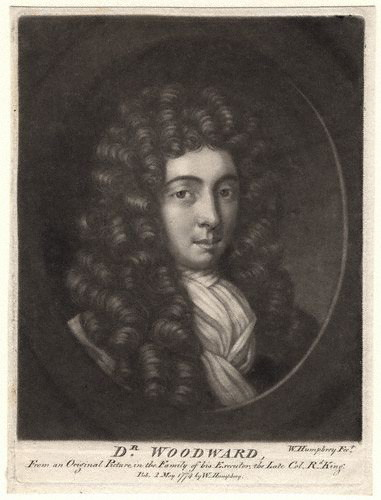
Portrait de John Woodward, manière noire

Humphrey grave surtout des portraits en manière noire, dont certains d'après Robert Edge Pine. Le portrait du graveur John Sturt l'est d'après William Faithorne le Jeune ; celui du colonel Richard King d'après Godfrey Kneller ; Mr Mannock, frère de Sir William Mannock, d'après Samuel Cooper ; celui de Madame Du Barry, d'après un dessin de Benjamin Wilson.
Il fait également de petits portraits à l'eau-forte et grave en pointillés Cupid and Psyche et Beauty and Time, d'après ses propres dessins, ainsi que The Nativity of Christ, d'après John Singleton Copley.